# Endoconidium
Endoconidium is een geslacht van schimmels uit de orde Helotiales. De typesoort is Endoconidium temulentum. Later is de typesoort verhuisd naar het geslacht Gloeotinia onder de naam Gloeotinia temulenta.

## Soorten
Volgens Index Fungorum telt het geslacht vier soorten (peildatum januari 2022):
| Soortnaam                 | Auteur(s)          | Publicatiejaar |
| ------------------------- | ------------------ | -------------- |
| Endoconidium abietinum    | Höhn.              | 1925           |
| Endoconidium ampelophilum | Pat.               | 1891           |
| Endoconidium luteolum     | Delacr.            | 1893           |
| Endoconidium tembladerae  | H. Rivas & Zanolli | 1909           |